# Meggyeshegy
Aranyosmeggyesihegy  falu Romániában, Szatmár megyében.

## Fekvése
Aranyosmeggyestől keletre, Meggyesforduló északi szomszédjában fekvő település.

## Története
A településnek a 2002-es etnikai adatok alapján 337 lakosából 290 román, és 47 magyar lakosa volt.

## Nevezetességek
- Görög keleti temploma.